# Collection: The Shrapnel Years (альбом Винни Мура)
Collection: The Shrapnel Years — первая и на данный момент единственная компиляция американского гитариста Винни Мура, выпущенная 14 марта 2006 года, в которую вошли композиции из альбомов, изданных на Shrapnel Records.

## Список композиций
Вся музыка написана Винни Муром.
| №   | Название               | Оригинальный альбом | Длительность |
| --- | ---------------------- | ------------------- | ------------ |
| 1.  | «In Control»           | Mind's Eye          | 4:39         |
| 2.  | «Daydream»             | Mind's Eye          | 4:31         |
| 3.  | «Lifeforce»            | Mind's Eye          | 4:04         |
| 4.  | «Hero Without Honor»   | Mind's Eye          | 7:21         |
| 5.  | «The Maze»             | The Maze            | 8:43         |
| 6.  | «Cryptic Dreams»       | The Maze            | 5:33         |
| 7.  | «Defying Gravity»      | Defying Gravity     | 5:06         |
| 8.  | «Last Road Home»       | Defying Gravity     | 4:27         |
| 9.  | «Alexander the Great»  | Defying Gravity     | 5:06         |
| 10. | «Out and Beyond»       | Defying Gravity     | 6:45         |
| 11. | «Meltdown» (live)      | Live!               | 3:36         |
| 12. | «Check It Out!» (live) | Live!               | 5:15         |

## Участники записи
- Винни Мур — гитара, микширование, продюсер
- Уэйн Файндлэй — гитара на композициях 11 и 12, клавишные на композициях 11 и 12
- Тони Макалпайн — клавишные на композициях 1—6
- Дэвид Розенталь — клавишные на композициях 7—10
- Томми Олдридж — ударные на композициях 1—4
- Шейн Гаалаас — ударные и перкуссия на композициях 5, 6, 11, 12, перкуссия
- Стив Смит — ударные на композициях 7—10
- Энди Уэст — бас-гитара на композициях 1—4
- Дэйв ЛаРю — бас-гитара на композициях 5—10
- Барри Спаркс — бас-гитара на композициях 11 и 12

Производство
- Майк Варни — продюсер, исполнительный продюсер
- Стив Фонтано — звукорежиссёр, продюсер
- Дино Альден — звукорежиссёр
- Марк Ренник — звукорежиссёр
- Ноа Лэндис — звукорежиссёр
- Джеймс Мёрфи — звукорежиссёр
- Густаво Венегас — звукорежиссёр
- Роберт М. Байлс — звукорежиссёр
- Мэт Даймонд — звукорежиссёр
- Фил Эдвардс — звукорежиссёр
- Пол Орофино — микширование, мастеринг
- Р.Б. Хантер — микширование
- Джордж Хорн — мастеринг
- Кристофер Эш — мастеринг
- Тим Генне — ремастеринг